# Hadena admiranda
Hadena admiranda là một loài bướm đêm trong họ Noctuidae.